# Yancang (sockenhuvudort i Kina, Zhejiang Sheng, lat 30,03, long 122,06)
Yancang är en sockenhuvudort i Kina. Den ligger i provinsen Zhejiang, i den östra delen av landet, omkring 180 kilometer öster om provinshuvudstaden Hangzhou. Antalet invånare är 28 083. Befolkningen består av 13 465 kvinnor och 14 618 män. Barn under 15 år utgör 13,0 %, vuxna 15-64 år 78 %, och äldre över 65 år 8,0 %.
Närmaste större samhälle är Zhoushan, 15,0 km öster om Yancang. 
Genomsnittlig årsnederbörd är 1 783 millimeter. Den regnigaste månaden är juni, med i genomsnitt 312 mm nederbörd, och den torraste är januari, med 53 mm nederbörd.